# Acraea peneleos
Acraea peneleos är en fjärilsart som beskrevs av Ward 1871. Acraea peneleos ingår i släktet Acraea och familjen praktfjärilar. Inga underarter finns listade i Catalogue of Life.